# Dmitrij Gennagyjevics Gudkov
Dmitrij Gennagyijevics Gudkov (oroszul: Дми́трий Генна́дьевич Гудко́в; Kolomna, 1980. január 19. –) orosz ellenzéki politikus, közéleti személyiség.
A múltban a Állami Duma tagja (2011–2016). Mint képviselő nyíltan képviselte az ellenzék álláspontját több aktuális kérdésben. A 2016-os választásokon indult a képviselő választáson, de nem sikerült elég szavazatot gyűjtenie a bejutáshoz.
Az Igazságos Oroszország párt tagja volt 2011–2013-ig.
2018. március 15-én Kszenyija Szobcsakkal  új párt alapítását jelentették be. A követőikkel megrendezett találkozón Szobcsak és Gudkov arról beszélt, hogy a párt soraiba várnak minden demokratát.